# Ван Гог. С любовью, Винсент
«Ван Гог. С любовью, Винсент» (англ. Loving Vincent) — первый в мире анимационный полнометражный фильм, полностью нарисованный масляными красками на досках. Лента посвящена последним дням знаменитого художника Винсента Ван Гога. Авторы сценария и режиссёры Дорота Кобела и Хью Уэлшман. Разработка финансировалась Польским институтом киноискусства, а переподготовка профессиональных живописцев в художников-аниматоров была частично профинансирована через краудфандинговую платформу Kickstarter.
Команда из 125 художников создавала каждый из 62 450 кадров масляными красками на холсте в той же технике, в которой работал сам Ван Гог.
Впервые фильм был показан 12 июня 2017 года на Международном фестивале анимационного кино в Анси.

## Сюжет
Сюжет фильма можно назвать экранизацией картин Винсента Ван Гога. Действие разворачивается в 1891 году спустя год после трагической гибели художника. Почтмейстер по имени Рулен, знакомый Ван Гога, обнаруживает письмо художника к его брату, которое не было отправлено. Почтмейстер даёт поручение своему сыну Арману Рулену найти Тео Ван Гога и отдать ему письмо. Арман принимается за поиски, но узнает, что брат художника умер спустя несколько месяцев после кончины Винсента. Вдова Тео покинула Францию, и Арман решает найти её. Тогда молодой человек едет в город, где великий гений провёл свои последние дни. Арман хочет узнать у доктора Поля Гаше, лечившего художника, где искать его невестку. Во время своих поисков сын почтальона попробует ответить на вопросы о загадочной кончине Винсента Ван Гога.

## В ролях
- Дуглас Бут — Арман Рулен
- Сирша Ронан — Маргарита Гаше (дочь Поля Гаше)
- Эйдан Тернер — лодочник
- Хелен Маккрори — Луиза Шевалье
- Элеонор Томлинсон — Аделина Раву
- Крис О’Дауд — почтальон Рулен
- Джером Флинн — доктор Поль Гаше
- Джон Сешнс —  Папаша Танги
- Мартин Хердман — жандарм Ригамон
- Роберт Гулачик — Винсент Ван Гог

## Награды и номинации
- 2017 — приз зрительских симпатий на Международном фестивале анимационного кино в Анси, кинофестивалях в Сан-Паулу и Ванкувере.
- 2017 — приз Шанхайского кинофестиваля за лучший анимационный фильм (Дорота Кобела, Хью Уэлшман).
- 2017 — участие в конкурсной программе Гдыньского кинофестиваля.
- 2017 — попадание в десятку лучших независимых фильмов года по версии Национального совета кинокритиков США.
- 2017 — премия Европейской киноакадемии за лучший европейский анимационный фильм (Дорота Кобела, Хью Уэлшман).
- 2018 — номинация на премию «Оскар» за лучший полнометражный анимационный фильм (Дорота Кобела, Хью Уэлшман, Айван Мактаггарт).
- 2018 — номинация на премию «Золотой глобус» за лучший полнометражный анимационный фильм.
- 2018 — номинация на премию BAFTA за лучший полнометражный анимационный фильм (Дорота Кобела, Хью Уэлшман, Айван Мактаггарт).
- 2018 — три номинации на премию «Энни»: лучший независимый анимационный фильм, лучшая музыка для анимационного фильма (Клинт Мэнселл), лучший сценарий анимационного фильма (Дорота Кобела, Хью Уэлшман, Яцек Денел).
- 2018 — две премии «Орлы» за лучшую работу художника-постановщика (Мэттью Баттон) и за лучший монтаж (Юстына Вершиньска, Дорота Кобела), а также три номинации: лучший фильм (Дорота Кобела, Хью Уэлшман), лучшая музыка (Клинт Мэнселл), открытие года (Дорота Кобела, Хью Уэлшман).
- 2017 — приз зрительских симпатий на Вильнюсском кинофестивале.
- 2018 — премия «Золотой орёл» за лучший иностранный фильм.
- 2018 — номинация на премию «Спутник» за лучший полнометражный анимационный фильм
- 2018 — номинация на премию «Аманда» за лучший иностранный фильм (Дорота Кобела, Хью Уэлшман).
- 2018 — номинация на премию «Давид ди Донателло» за лучший европейский фильм (Дорота Кобела, Хью Уэлшман).
- 2018 — номинация на премию Лондонского кружка кинокритиков лучшей британской или ирландской актрисе года (Сирша Ронан).